# 休日のガンマン
「休日のガンマン」（きゅうじつのガンマン）は、藤子・F・不二雄（発表時は藤子不二雄名義）の読み切り漫画作品。1973年（昭和48年）『ビッグコミック』6月10日号に掲載された。

## あらすじ
西部劇の舞台で活躍する主人公･･･と思いきや、そこは現代のテーマパーク「ウエスタン・ランド」であった。このテーマパークは開拓時代の西部が忠実に再現されており、英雄にも無法者にもなれる「夢の世界」……だったはずだが、ここでは何をやるにもお金がかかり、しがなく間の抜けた主人公では結局英雄にも無法者にも成りきれなかった。

## 登場人物
ジェシイ・ジェイムズ
声 - 岩崎諒太(「Fシアター ゆめの町ノビランド」)
本名は鈴木で、本作品の主人公。テーマパークで活躍するためにボーナスをそっくり持ってきた。間の抜けたところがあり、ガンマンになりきって格好をつけようとするたびに失敗する。
ワイルド・ビル・ヒコック
本名は郷田。二丁拳銃を使う。後述の川島の得意先に当たる土地成金。人前で堂々と買春に及ぼうとするなど横暴かつ下品な性格。自称「村ずもうの横綱」で喧嘩も強い。
川島
主人公の友人。職業は銀行員。
「ウエスタン・ランド」の雰囲気が肌に合わずたびたび「もう帰ろうよ」とぼやいている。
金の持ち合わせが少なく、小遣いが100円であるらしい。主人公に麻雀の貸しがある。
その他の仲間
ジェシイ・ジェイムズの友人。郷田の横暴さに対して「ヤボだよな……」「こんなとこへ現実世界の関係を持ち込むなんてな……」と語っているが、その言葉が表す通りこのテーマパークは現実世界の延長であり、自動的に現実世界での資金力と立場がこのテーマパークの立場になってしまっている（現実に立場が強い者は強い立場に、弱い者は同様に）。